# Campeonato Mundial de Baloncesto Femenino Sub-19 de 2009
El VIII Campeonato Mundial de Baloncesto Femenino Sub-19 (en thai: บาสเกตบอลหญิงชิงแชมป์โลกรุ่นอายุไม่เกิน 19 ปี 2009) se realizó en Bangkok, Tailandia, entre el 23 de julio y el 2 de agosto de 2009. El campeonato contó con la participación de 15 selecciones nacionales de baloncesto sub-19.

## Clasificados
| Competición                                      | Fecha                    | Sede            | Plazas | Equipos clasificados                          |
| ------------------------------------------------ | ------------------------ | --------------- | ------ | --------------------------------------------- |
| País anfitrión                                   | 12 de septiembre de 2008 | —               | 1      | Tailandia                                     |
| Campeonato FIBA Américas Femenino Sub-18 de 2008 | 23–27 de julio de 2008   | Buenos Aires    | 4      | Estados Unidos Canadá Argentina Brasil        |
| Campeonato FIBA Europa Femenino Sub-18 de 2008   | 4–12 de agosto de 2008   | Nitra           | 5      | Lituania Rusia República Checa Francia España |
| Campeonato FIBA África Femenino Sub-18 de 2008   | 8–17 de octubre de 2008  | Radès y Ezzahra | 2      | Malí Túnez                                    |
| Campeonato FIBA Asia Femenino Sub-18 de 2008     | 2–9 de noviembre de 2008 | Medan           | 3      | Japón China Corea del Sur                     |
| Campeonato FIBA Oceanía Femenino Sub-18 de 2008  | 1–3 de agosto de 2008    | Adelaide        | 1      | Australia                                     |
| Total                                            | Total                    | Total           | 16     | 16                                            |

## Organización

### Sedes
| Bangkok | Bangkok               |
| Bangkok | Thai-Japanese Stadium |
| Bangkok | Capacidad: 5 000      |
| Bangkok |                       |

### Sorteo de grupos
El sorteo tuvo lugar el 26 de febrero de 2009 en Colorado Springs, Estados Unidos. Los grupos quedaron distribuidos de la siguiente forma:
| Grupo A                                   | Grupo B                                       | Grupo C                  | Grupo D                          |
| ----------------------------------------- | --------------------------------------------- | ------------------------ | -------------------------------- |
| Argentina Australia Corea del Sur Francia | Brasil Lituania República Checa Tailandia (H) | Canadá Japón Rusia Túnez | China España Estados Unidos Malí |

### Formato
Fase de grupos
En esta primera fase, los 16 países se dividieron en 4 grupos de 4 equipos cada 1. Se enfrontaron todos contra todos a partido único, y los 3 mejores equipos de cada grupo pasaron a la segunda fase. El peor equipo de cada grupo pasó al cuadro de clasificación del 13.º al 16.º lugar. 
Segunda fase
En esta segunda fase, los equipos se dividieron en dos grupos: el grupo E, con los tres equipos de los grupos A y B; y el grupo F, con los tres equipos de los grupos C y D. Los resultados de la fase de grupos, tanto victorias/derrotas como los puntos, se arrastraron a esta fase.
En estes grupos, de 6 equipos cada uno, los 4 mejores equipos pasaron a cuartos de final, mientras que los últimos 2 equipos pasaron a jugar por los puestos del 9.º al 12.º.
Fase final
Esta fase constó de los cuartos de final, donde los equipos ganadores avanzaron a semifinales, y los equipos perdedores pasaron a jugar por los puestos del 5.º al 8.º; las semifinales; el partido por la medalla de bronce; y la final.

## Fase de grupos
Todos los horarios corresponden al huso horario local (GMT+7).

### Grupo A
| Pos. | Equipo        | PJ | G | P | PF  | PC  | DP   | Pts | Clasificación  |
| ---- | ------------- | -- | - | - | --- | --- | ---- | --- | -------------- |
| 1    | Australia     | 3  | 3 | 0 | 240 | 149 | +91  | 6   | Segunda fase   |
| 2    | Argentina     | 3  | 2 | 1 | 184 | 196 | −12  | 5   | Segunda fase   |
| 3    | Francia       | 3  | 1 | 2 | 204 | 173 | +31  | 4   | Segunda fase   |
| 4    | Corea del Sur | 3  | 0 | 3 | 151 | 261 | −110 | 3   | Cuadro 13º-16º |

 Fuente: FIBA
Jornada 1
| 23 de julio | Francia                                             | 89–47                                | Corea del Sur                                      | Bangkok                         |  |
| 11:30       | Parciales: 21-14, 26-12, 16-16, 26-5                | Parciales: 21-14, 26-12, 16-16, 26-5 | Parciales: 21-14, 26-12, 16-16, 26-5               |                                 |  |
|             | Estadísticas Vernerey, Thizy 14 Vernerey 8 Konaté 5 | Reporte Pts Reb Asts                 | Estadísticas 12 Kim Ga 9 Lee S. cuatro jugadoras 1 | Pabellón: Thai-Japanese Stadium |  |

| 23 de julio | Argentina                                             | 51–75                                 | Australia                                        | Bangkok                         |  |
| 13:45       | Parciales: 12-18, 16-18, 11-17, 12-22                 | Parciales: 12-18, 16-18, 11-17, 12-22 | Parciales: 12-18, 16-18, 11-17, 12-22            |                                 |  |
|             | Estadísticas Boquete, Santana 11 Santana 4 González 2 | Reporte Pts Reb Asts                  | Estadísticas 20 Cambage 8 Cambage 2 Jarry, Moult | Pabellón: Thai-Japanese Stadium |  |

Jornada 2
| 24 de julio | Australia                                                | 66–57                                | Francia                                                    | Bangkok                         |  |
| 13:00       | Parciales: 12-13, 12-16, 22-7, 20-21                     | Parciales: 12-13, 12-16, 22-7, 20-21 | Parciales: 12-13, 12-16, 22-7, 20-21                       |                                 |  |
|             | Estadísticas Cambage 38 Cambage 10 Ireland, Harrington 4 | Reporte Pts Reb Asts                 | Estadísticas 14 Okou-Zouzouo 5 Vernerey cuatro jugadoras 1 | Pabellón: Thai-Japanese Stadium |  |

| 24 de julio | Corea del Sur                          | 63–73                                | Argentina                                  | Bangkok                         |  |
| 15:15       | Parciales: 18-21, 5-11, 26-14, 14-27   | Parciales: 18-21, 5-11, 26-14, 14-27 | Parciales: 18-21, 5-11, 26-14, 14-27       |                                 |  |
|             | Estadísticas Ahn 16 Lee S. 11 Lee S. 2 | Reporte Pts Reb Asts                 | Estadísticas 18 Kraft 10 Burani 3 Pavicich | Pabellón: Thai-Japanese Stadium |  |

Jornada 3
| 25 de julio | Francia                                                  | 58–60                                 | Argentina                                | Bangkok                         |  |
| 13:00       | Parciales: 15-17, 16-20, 11-13, 16-10                    | Parciales: 15-17, 16-20, 11-13, 16-10 | Parciales: 15-17, 16-20, 11-13, 16-10    |                                 |  |
|             | Estadísticas Vernerey 12 Medenou 10 Plagnard, Vernerey 2 | Reporte Pts Reb Asts                  | Estadísticas 13 Burani 6 Burani 3 Flores | Pabellón: Thai-Japanese Stadium |  |

| 25 de julio | Australia                                      | 99–41                              | Corea del Sur                            | Bangkok                         |  |
| 15:15       | Parciales: 28-6, 16-17, 31-9, 24-9             | Parciales: 28-6, 16-17, 31-9, 24-9 | Parciales: 28-6, 16-17, 31-9, 24-9       |                                 |  |
|             | Estadísticas Jarry 24 Tippett 8 Farley, Madgen | Reporte Pts Reb Asts               | Estadísticas 12 Lee S. 5 Lee S. 2 Kim S. | Pabellón: Thai-Japanese Stadium |  |

### Grupo B
| Pos. | Equipo          | PJ | G | P | PF  | PC  | DP   | Pts | Clasificación  |
| ---- | --------------- | -- | - | - | --- | --- | ---- | --- | -------------- |
| 1    | Brasil          | 3  | 2 | 1 | 255 | 190 | +65  | 5   | Segunda fase   |
| 2    | República Checa | 3  | 2 | 1 | 257 | 203 | +54  | 5   | Segunda fase   |
| 3    | Lituania        | 3  | 2 | 1 | 230 | 183 | +47  | 5   | Segunda fase   |
| 4    | Tailandia       | 3  | 0 | 3 | 124 | 290 | −166 | 3   | Cuadro 13º-16º |

 Fuente: FIBA
Notas:
1. 1 2 3  Brasil: 3 pts. (1–1), +6 DP; República Checa: 3 pts. (1–1), +2 DP; Lituania: 3 pts. (1–1), -8 DP

Jornada 1
| 23 de julio | Tailandia                                     | 45–104                              | Brasil                                        | Bangkok                         |  |
| 17:00       | Parciales: 13-23, 7-25, 5-32, 20-24           | Parciales: 13-23, 7-25, 5-32, 20-24 | Parciales: 13-23, 7-25, 5-32, 20-24           |                                 |  |
|             | Estadísticas Sangtad 15 Doksaiyud 7 Sangtad 3 | Reporte Pts Reb Asts                | Estadísticas 24 Teixeira 11 da Silva 2 Paixão | Pabellón: Thai-Japanese Stadium |  |

| 23 de julio | República Checa                                       | 84–72                                 | Lituania                                          | Bangkok                         |  |
| 19:15       | Parciales: 21-24, 22-12, 22-17, 19-19                 | Parciales: 21-24, 22-12, 22-17, 19-19 | Parciales: 21-24, 22-12, 22-17, 19-19             |                                 |  |
|             | Estadísticas Březinová 16 Stará 7 Zavázalová, Stará 2 | Reporte Pts Reb Asts                  | Estadísticas 21 Šikšniūtė 8 Labuckienė 4 Solopova | Pabellón: Thai-Japanese Stadium |  |

Jornada 2
| 24 de julio | Lituania                                          | 89–34                               | Tailandia                           | Bangkok                         |  |
| 17:30       | Parciales: 34-3, 17-10, 16-7, 22-14               | Parciales: 34-3, 17-10, 16-7, 22-14 | Parciales: 34-3, 17-10, 16-7, 22-14 |                                 |  |
|             | Estadísticas Solopova 20 Alminaite 8 Žintikaitė 3 | Reporte Pts Reb Asts                | Estadísticas 11 Doksaiyud 5 Phuko   | Pabellón: Thai-Japanese Stadium |  |

| 24 de julio | Brasil                                    | 86–76                                | República Checa                              | Bangkok                         |  |
| 19:45       | Parciales: 20-9, 24-21, 23-19, 19-27      | Parciales: 20-9, 24-21, 23-19, 19-27 | Parciales: 20-9, 24-21, 23-19, 19-27         |                                 |  |
|             | Estadísticas Costa 18 da Silva 6 Zabani 2 | Reporte Pts Reb Asts                 | Estadísticas 17 Hanušová 6 Bartoňová 2 Stará | Pabellón: Thai-Japanese Stadium |  |

Jornada 3
| 25 de julio | Tailandia                                           | 45–97                               | República Checa                                    | Bangkok                         |  |
| 17:30       | Parciales: 8-23, 13-15, 18-28, 6-31                 | Parciales: 8-23, 13-15, 18-28, 6-31 | Parciales: 8-23, 13-15, 18-28, 6-31                |                                 |  |
|             | Estadísticas Napasri 10 Sangtad 8 Promrat, Sawatong | Reporte Pts Reb Asts                | Estadísticas 19 Březinová 11 Bartoňová 4 Bartoňová | Pabellón: Thai-Japanese Stadium |  |

| 25 de julio | Lituania                                                                             | 69–65                                 | Brasil                                         | Bangkok                         |  |
| 19:45       | Parciales: 18-12, 19-13, 17-18, 15-22                                                | Parciales: 18-12, 19-13, 17-18, 15-22 | Parciales: 18-12, 19-13, 17-18, 15-22          |                                 |  |
|             | Estadísticas Solopova 31 Solopova, Labuckienė 11 Visgaudaitė, Pikčiūtė, Žintikaitė 2 | Reporte Pts Reb Asts                  | Estadísticas 15 Pacheco 10 da Silva 2 Teixeira | Pabellón: Thai-Japanese Stadium |  |

### Grupo C
| Pos. | Equipo | PJ | G | P | PF  | PC  | DP   | Pts | Clasificación  |
| ---- | ------ | -- | - | - | --- | --- | ---- | --- | -------------- |
| 1    | Rusia  | 3  | 3 | 0 | 230 | 151 | +79  | 6   | Segunda fase   |
| 2    | Canadá | 3  | 2 | 1 | 206 | 131 | +75  | 5   | Segunda fase   |
| 3    | Japón  | 3  | 1 | 2 | 200 | 220 | −20  | 4   | Segunda fase   |
| 4    | Túnez  | 3  | 0 | 3 | 131 | 265 | −134 | 3   | Cuadro 13º-16º |

 Fuente: FIBA
Jornada 1
| 23 de julio | Túnez                                                    | 64–85                                 | Japón                                    | Bangkok                         |  |
| 12:00       | Parciales: 11-27, 19-18, 24-18, 10-22                    | Parciales: 11-27, 19-18, 24-18, 10-22 | Parciales: 11-27, 19-18, 24-18, 10-22    |                                 |  |
|             | Estadísticas Inoubli 18 Inoubli 9 Ben Mechlia, Inoubli 1 | Reporte Pts Reb Asts                  | Estadísticas 25 Motoyama 12 Osaki 2 Kito | Pabellón: Thai-Japanese Stadium |  |

| 23 de julio | Rusia                                | 54–46                               | Canadá                                         | Bangkok                         |  |
| 17:00       | Parciales: 9-11, 13-17, 16-8, 16-10  | Parciales: 9-11, 13-17, 16-8, 16-10 | Parciales: 9-11, 13-17, 16-8, 16-10            |                                 |  |
|             | Estadísticas Kiryanova 12 Tarasova 9 | Reporte Pts Reb                     | Estadísticas 15 Achonwa 14 Alexander 1 Achonwa | Pabellón: Thai-Japanese Stadium |  |

Jornada 2
| 24 de julio | Canadá                                                             | 87–26                             | Túnez                                           | Bangkok                         |  |
| 13:00       | Parciales: 26-9, 27-3, 16-6, 18-8                                  | Parciales: 26-9, 27-3, 16-6, 18-8 | Parciales: 26-9, 27-3, 16-6, 18-8               |                                 |  |
|             | Estadísticas Achonwa, Alexander 13 Alexander 10 cuatro jugadoras 2 | Reporte Pts Reb Asts              | Estadísticas 12 Inoubli 4 Inoubli 1 Ben Mechlia | Pabellón: Thai-Japanese Stadium |  |

| 24 de julio | Japón                                              | 64–83                                | Rusia                                           | Bangkok                         |  |
| 15:15       | Parciales: 12-24, 18-15, 9-22, 25-22               | Parciales: 12-24, 18-15, 9-22, 25-22 | Parciales: 12-24, 18-15, 9-22, 25-22            |                                 |  |
|             | Estadísticas Fukano 13 Fukano 7 Yodono, Motoyama 2 | Reporte Pts Reb Asts                 | Estadísticas 15 Petrushina 9 Tarasova 2 Plisova | Pabellón: Thai-Japanese Stadium |  |

Jornada 3
| 25 de julio | Túnez                                         | 41–93                               | Rusia                                                        | Bangkok                         |  |
| 13:00       | Parciales: 8-16, 4-25, 11-29, 18-23           | Parciales: 8-16, 4-25, 11-29, 18-23 | Parciales: 8-16, 4-25, 11-29, 18-23                          |                                 |  |
|             | Estadísticas Inoubli 18 Benchickh 7 Inoubli 3 | Reporte Pts Reb Asts                | Estadísticas 13 Panevina, Ostroukhova 8 Tarasova 4 Grigoreva | Pabellón: Thai-Japanese Stadium |  |

| 25 de julio | Canadá                                           | 73–51                                | Japón                                   | Bangkok                         |  |
| 15:15       | Parciales: 22-13, 20-10, 16-7, 15-21             | Parciales: 22-13, 20-10, 16-7, 15-21 | Parciales: 22-13, 20-10, 16-7, 15-21    |                                 |  |
|             | Estadísticas M. Plouffe 14 Alexander 16 Clarke 2 | Reporte Pts Reb Asts                 | Estadísticas 15 Osaki 6 Yodono 2 Fukano | Pabellón: Thai-Japanese Stadium |  |

### Grupo D
| Pos. | Equipo         | PJ | G | P | PF  | PC  | DP   | Pts | Clasificación  |
| ---- | -------------- | -- | - | - | --- | --- | ---- | --- | -------------- |
| 1    | España         | 3  | 3 | 0 | 256 | 196 | +60  | 6   | Segunda fase   |
| 2    | Estados Unidos | 3  | 2 | 1 | 274 | 181 | +93  | 5   | Segunda fase   |
| 3    | China          | 3  | 1 | 2 | 214 | 225 | −11  | 4   | Segunda fase   |
| 4    | Malí           | 3  | 0 | 3 | 133 | 275 | −142 | 3   | Cuadro 13º-16º |

 Fuente: FIBA
Jornada 1
| 23 de julio | China                                 | 86–60                                 | Malí                                      | Bangkok                         |  |
| 12:00       | Parciales: 14-19, 17-16, 26-15, 29-10 | Parciales: 14-19, 17-16, 26-15, 29-10 | Parciales: 14-19, 17-16, 26-15, 29-10     |                                 |  |
|             | Estadísticas Ding 17 Lu 6 Qiu 6       | Reporte Pts Reb Asts                  | Estadísticas 15 Mariko 12 Dabo 2 L. Maiga | Pabellón: Thai-Japanese Stadium |  |

| 23 de julio | España                                                | 90–86                                 | Estados Unidos                                | Bangkok                         |  |
| 17:00       | Parciales: 22-12, 24-20, 13-29, 31-25                 | Parciales: 22-12, 24-20, 13-29, 31-25 | Parciales: 22-12, 24-20, 13-29, 31-25         |                                 |  |
|             | Estadísticas Rodríguez 23 Gimeno 6 cuatro jugadoras 1 | Reporte Pts Reb Asts                  | Estadísticas 16 Ogwumike 9 Johnson 4 Prahalis | Pabellón: Thai-Japanese Stadium |  |

Jornada 2
| 24 de julio | Estados Unidos                                 | 88–53                                 | China                                 | Bangkok                         |  |
| 12:00       | Parciales: 23-15, 17-10, 26-16, 22-12          | Parciales: 23-15, 17-10, 26-16, 22-12 | Parciales: 23-15, 17-10, 26-16, 22-12 |                                 |  |
|             | Estadísticas Ogwumike 18 Ogwumike 14 Diggins 6 | Reporte Pts Reb Asts                  | Estadísticas 12 Zhao S. 6 Zheng 4 Qiu | Pabellón: Thai-Japanese Stadium |  |

| 24 de julio | Malí                                                           | 35–89                               | España                                                | Bangkok                         |  |
| 17:30       | Parciales: 6-23, 4-16, 10-35, 15-15                            | Parciales: 6-23, 4-16, 10-35, 15-15 | Parciales: 6-23, 4-16, 10-35, 15-15                   |                                 |  |
|             | Estadísticas Mariko 14 Mariko 12 A. Maiga, Djibo, O. Coulibaly | Reporte Pts Reb Asts                | Estadísticas 12 Gil, Xargay 13 Blé Ossepe 3 Rodríguez | Pabellón: Thai-Japanese Stadium |  |

Jornada 3
| 25 de julio | España                                            | TE 77–75                                          | China                                             | Bangkok                         |  |
| 17:30       | Parciales: 15-21, 25-21, 17-16, 12-11 (T.E.: 8-6) | Parciales: 15-21, 25-21, 17-16, 12-11 (T.E.: 8-6) | Parciales: 15-21, 25-21, 17-16, 12-11 (T.E.: 8-6) |                                 |  |
|             | Estadísticas Xargay 24 Blé Ossepe 8 Xargay 4      | Reporte Pts Reb Asts                              | Estadísticas 24 Lu 9 Lu 3 Qiu                     | Pabellón: Thai-Japanese Stadium |  |

| 25 de julio | Malí                                        | 38–100                              | Estados Unidos                           | Bangkok                         |  |
| 19:45       | Parciales: 6-25, 13-30, 13-22, 6-23         | Parciales: 6-25, 13-30, 13-22, 6-23 | Parciales: 6-25, 13-30, 13-22, 6-23      |                                 |  |
|             | Estadísticas Djibo 18 Mariko, Dabo 8 Dabo 1 | Reporte Pts Reb Asts                | Estadísticas 13 Faris 8 Williams 3 Faris | Pabellón: Thai-Japanese Stadium |  |

## Segunda fase

### Grupo E
| Pos. | Equipo          | PJ | G | P | PF  | PC  | DP   | Pts | Clasificación    |
| ---- | --------------- | -- | - | - | --- | --- | ---- | --- | ---------------- |
| 1    | Australia       | 6  | 6 | 0 | 365 | 273 | +92  | 12  | Cuartos de final |
| 2    | Argentina       | 6  | 4 | 2 | 435 | 331 | +104 | 10  | Cuartos de final |
| 3    | Francia         | 6  | 3 | 3 | 349 | 442 | −93  | 9   | Cuartos de final |
| 4    | Lituania        | 6  | 3 | 3 | 415 | 346 | +69  | 9   | Cuartos de final |
| 5    | República Checa | 6  | 3 | 3 | 322 | 270 | +52  | 9   | Cuadro 9º-12º    |
| 6    | Brasil          | 6  | 2 | 4 | 244 | 364 | −120 | 8   | Cuadro 9º-12º    |

 Fuente: FIBA
Notas:
1. 1 2 3  Francia: 3 pts. (1–1), +3 DP; Lituania: 3 pts. (1–1), 0 DP; República Checa: 3 pts. (1–1), -3 DP

Jornada 1
| 27 de julio | República Checa                              | 72–60                                 | Argentina                                     | Bangkok                         |  |
| 15:15       | Parciales: 16-15, 24-14, 20-17, 12-14        | Parciales: 16-15, 24-14, 20-17, 12-14 | Parciales: 16-15, 24-14, 20-17, 12-14         |                                 |  |
|             | Estadísticas Hanušová 20 Bartoňová 7 Stará 2 | Reporte Pts Reb Asts                  | Estadísticas 12 Boquete 6 González 2 González | Pabellón: Thai-Japanese Stadium |  |

| 27 de julio | Lituania                                                      | 53–69                                | Australia                                 | Bangkok                         |  |
| 17:30       | Parciales: 14-18, 9-16, 10-21, 20-14                          | Parciales: 14-18, 9-16, 10-21, 20-14 | Parciales: 14-18, 9-16, 10-21, 20-14      |                                 |  |
|             | Estadísticas Pikčiūtė 15 Labuckienė 7 Labuckienė, Mazionyte 2 | Reporte Pts Reb Asts                 | Estadísticas 20 Cambage 11 Jarry 3 Farley | Pabellón: Thai-Japanese Stadium |  |

| 27 de julio | Brasil                                                | 48–59                               | Francia                                                | Bangkok                         |  |
| 19:45       | Parciales: 17-16, 7-19, 11-6, 13-18                   | Parciales: 17-16, 7-19, 11-6, 13-18 | Parciales: 17-16, 7-19, 11-6, 13-18                    |                                 |  |
|             | Estadísticas Pacheco 16 Caetano de Souza 11 Pacheco 2 | Reporte Pts Reb Asts                | Estadísticas 15 Plagnard 10 Medenou 2 Plagnard, Datchy | Pabellón: Thai-Japanese Stadium |  |

Jornada 2
| 28 de julio | Australia                                | 92–65                                 | República Checa                                                        | Bangkok                         |  |
| 15:15       | Parciales: 24-11, 23-17, 26-15, 19-22    | Parciales: 24-11, 23-17, 26-15, 19-22 | Parciales: 24-11, 23-17, 26-15, 19-22                                  |                                 |  |
|             | Estadísticas Jarry 17 Jarry 10 Ireland 3 | Reporte Pts Reb Asts                  | Estadísticas 14 Skutilová 4 Březinová, Sládková 1 Záplatová, Bartoňová | Pabellón: Thai-Japanese Stadium |  |

| 28 de julio | Francia                                                | 42–54                             | Lituania                                          | Bangkok                         |  |
| 17:30       | Parciales: 8-5, 17-14, 9-15, 8-20                      | Parciales: 8-5, 17-14, 9-15, 8-20 | Parciales: 8-5, 17-14, 9-15, 8-20                 |                                 |  |
|             | Estadísticas Konteh 13 Plagnard, Vernerey 7 Plagnard 3 | Reporte Pts Reb Asts              | Estadísticas 21 Solopova 13 Labuckienė 4 Solopova | Pabellón: Thai-Japanese Stadium |  |

| 28 de julio | Argentina                                   | 70–46                              | Brasil                                                   | Bangkok                         |  |
| 19:45       | Parciales: 25-9, 9-15, 15-14, 21-8          | Parciales: 25-9, 9-15, 15-14, 21-8 | Parciales: 25-9, 9-15, 15-14, 21-8                       |                                 |  |
|             | Estadísticas González 19 Santana 8 Flores 2 | Reporte Pts Reb Asts               | Estadísticas 9 Basilio, Zabani 9 Zabani 1 seis jugadoras | Pabellón: Thai-Japanese Stadium |  |

Jornada 3
| 29 de julio | República Checa                                   | 58–73                               | Francia                                          | Bangkok                         |  |
| 13:00       | Parciales: 23-15, 17-14, 9-22, 9-22               | Parciales: 23-15, 17-14, 9-22, 9-22 | Parciales: 23-15, 17-14, 9-22, 9-22              |                                 |  |
|             | Estadísticas Bartoňová 16 Březinová 8 Bartoňová 4 | Reporte Pts Reb Asts                | Estadísticas 21 Okou-Zouzouo 11 Minte 5 Plagnard | Pabellón: Thai-Japanese Stadium |  |

| 29 de julio | Lituania                                            | 57–61                                | Argentina                            | Bangkok                         |  |
| 15:00       | Parciales: 11-5, 10-17, 20-13, 16-26                | Parciales: 11-5, 10-17, 20-13, 16-26 | Parciales: 11-5, 10-17, 20-13, 16-26 |                                 |  |
|             | Estadísticas Šikšniūtė 18 Labuckienė 9 Žintikaitė 6 | Reporte Pts Reb Asts                 | Estadísticas 12 Burani 7 Burani      | Pabellón: Thai-Japanese Stadium |  |

| 29 de julio | Brasil                                                | 51–72                                | Australia                                                 | Bangkok                         |  |
| 17:30       | Parciales: 15-22, 12-21, 4-17, 20-12                  | Parciales: 15-22, 12-21, 4-17, 20-12 | Parciales: 15-22, 12-21, 4-17, 20-12                      |                                 |  |
|             | Estadísticas Pacheco 12 Ferreira 5 cuatro jugadoras 1 | Reporte Pts Reb Asts                 | Estadísticas 20 Cambage 10 Moult 3 Cumming, Jarry, Madgen | Pabellón: Thai-Japanese Stadium |  |

### Grupo F
| Pos. | Equipo         | PJ | G | P | PF  | PC  | DP   | Pts | Clasificación    |
| ---- | -------------- | -- | - | - | --- | --- | ---- | --- | ---------------- |
| 1    | España         | 6  | 6 | 0 | 479 | 363 | +116 | 12  | Cuartos de final |
| 2    | Estados Unidos | 6  | 5 | 1 | 522 | 355 | +167 | 11  | Cuartos de final |
| 3    | Rusia          | 6  | 4 | 2 | 407 | 358 | +49  | 10  | Cuartos de final |
| 4    | Canadá         | 6  | 3 | 3 | 387 | 334 | +53  | 9   | Cuartos de final |
| 5    | Japón          | 6  | 2 | 4 | 403 | 480 | −77  | 8   | Cuadro 9º-12º    |
| 6    | China          | 6  | 1 | 5 | 413 | 445 | −32  | 7   | Cuadro 9º-12º    |

 Fuente: FIBA
Jornada 1
| 27 de julio | Estados Unidos                                        | 64–50                                 | Canadá                                                   | Bangkok                         |  |
| 15:15       | Parciales: 20-12, 19-14, 15-11, 10-13                 | Parciales: 20-12, 19-14, 15-11, 10-13 | Parciales: 20-12, 19-14, 15-11, 10-13                    |                                 |  |
|             | Estadísticas Prahalis, Bone 14 Ogwumike 12 Prahalis 4 | Reporte Pts Reb Asts                  | Estadísticas 12 Alexander 16 Wicijowski 3 Vaughan, Jobin | Pabellón: Thai-Japanese Stadium |  |

| 27 de julio | China                                   | 62–67                                | Rusia                                                                | Bangkok                         |  |
| 17:30       | Parciales: 19-17, 18-22, 9-16, 16-12    | Parciales: 19-17, 18-22, 9-16, 16-12 | Parciales: 19-17, 18-22, 9-16, 16-12                                 |                                 |  |
|             | Estadísticas Ding 16 Qiu, Zhang 7 Qiu 3 | Reporte Pts Reb Asts                 | Estadísticas 17 Logunova 13 Logunova 2 Ostroukhova, Shilova, Plisova | Pabellón: Thai-Japanese Stadium |  |

| 27 de julio | España                                             | 81–57                                 | Japón                                           | Bangkok                         |  |
| 19:45       | Parciales: 19-12, 14-13, 23-15, 25-17              | Parciales: 19-12, 14-13, 23-15, 25-17 | Parciales: 19-12, 14-13, 23-15, 25-17           |                                 |  |
|             | Estadísticas Xargay 23 Xargay 11 Menéndez Antoli 5 | Reporte Pts Reb Asts                  | Estadísticas 15 Osaki 10 Osaki 1 seis jugadoras | Pabellón: Thai-Japanese Stadium |  |

Jornada 2
| 28 de julio | Rusia                                                         | 56–75                                | Estados Unidos                                  | Bangkok                         |  |
| 15:15       | Parciales: 17-23, 15-17, 18-15, 6-20                          | Parciales: 17-23, 15-17, 18-15, 6-20 | Parciales: 17-23, 15-17, 18-15, 6-20            |                                 |  |
|             | Estadísticas Shilova, Grigoreva Logunova 9 cuatro jugadoras 1 | Reporte Pts Reb Asts                 | Estadísticas 12 Ogwumike 13 Ogwumike 7 Prahalis | Pabellón: Thai-Japanese Stadium |  |

| 28 de julio | Japón                                        | 78–70                                 | China                                  | Bangkok                         |  |
| 15:45       | Parciales: 19-19, 19-14, 19-19, 21-18        | Parciales: 19-19, 19-14, 19-19, 21-18 | Parciales: 19-19, 19-14, 19-19, 21-18  |                                 |  |
|             | Estadísticas Osaki 18 Osaki 8 Fukano, Kito 2 | Reporte Pts Reb Asts                  | Estadísticas 19 Zheng 10 Zhao S. 4 Qiu | Pabellón: Thai-Japanese Stadium |  |

| 28 de julio | Canadá                                      | 56–72                                | España                                       | Bangkok                         |  |
| 19:45       | Parciales: 20-22, 15-21, 10-21, 11-8        | Parciales: 20-22, 15-21, 10-21, 11-8 | Parciales: 20-22, 15-21, 10-21, 11-8         |                                 |  |
|             | Estadísticas Achonwa 14 Achonwa 9 Vaughan 3 | Reporte Pts Reb Asts                 | Estadísticas 17 Ouviña 8 Blé Ossepe 3 Ouviña | Pabellón: Thai-Japanese Stadium |  |

Jornada 3
| 29 de julio | Estados Unidos                             | 109–68                                | Japón                                   | Bangkok                         |  |
| 13:00       | Parciales: 33-16, 25-19, 24-17, 27-16      | Parciales: 33-16, 25-19, 24-17, 27-16 | Parciales: 33-16, 25-19, 24-17, 27-16   |                                 |  |
|             | Estadísticas Spani 15 Johnson 7 Prahalis 4 | Reporte Pts Reb Asts                  | Estadísticas 15 Fukano 6 Osaki 3 Fukano | Pabellón: Thai-Japanese Stadium |  |

| 29 de julio | China                                 | 67–75                                 | Canadá                                             | Bangkok                         |  |
| 15:45       | Parciales: 19-12, 15-34, 15-13, 18-16 | Parciales: 19-12, 15-34, 15-13, 18-16 | Parciales: 19-12, 15-34, 15-13, 18-16              |                                 |  |
|             | Estadísticas Lu 20 Qiu 8 Qiu 6        | Reporte Pts Reb Asts                  | Estadísticas 20 Wicijowski 13 Wicijowski 3 Vaughan | Pabellón: Thai-Japanese Stadium |  |

| 29 de julio | España                                        | 70–54                                 | Rusia                                                | Bangkok                         |  |
| 18:00       | Parciales: 13-10, 17-13, 10-15, 30-16         | Parciales: 13-10, 17-13, 10-15, 30-16 | Parciales: 13-10, 17-13, 10-15, 30-16                |                                 |  |
|             | Estadísticas Gimeno 17 Blé Ossepe 10 Ouviña 3 | Reporte Pts Reb Asts                  | Estadísticas 13 Petrushina 5 Petrushina 2 Petrushina | Pabellón: Thai-Japanese Stadium |  |

## Partidos de clasificación

### Cuadro por el 13º-16º lugar
|  | Semifinales 13º-16º | Semifinales 13º-16º |      |               | Partido 13º lugar | Partido 13º lugar |  |
|  | 27 de julio         | 27 de julio         |      |               | 28 de julio       | 28 de julio       |  |
|  |                     |                     |      |               |                   |                   |  |
|  |                     |                     |      |               |                   |                   |  |
|  | Corea del Sur       | 66                  |      |               |                   |                   |  |
|  | Corea del Sur       | 66                  |      |               |                   |                   |  |
|  | Tailandia           | 55                  |      |               |                   |                   |  |
|  | Tailandia           | 55                  |      | Corea del Sur | 68                |                   |  |
|  |                     |                     |      | Corea del Sur | 68                |                   |  |
|  |                     |                     | Malí | 52            |                   |                   |  |
|  | Túnez               | 35                  | Malí | 52            |                   |                   |  |
|  | Túnez               | 35                  |      |               |                   |                   |  |
|  | Malí                | 53                  |      |               | Partido 15º lugar | Partido 15º lugar |  |
|  | Malí                | 53                  |      |               | Partido 15º lugar | Partido 15º lugar |  |
|  |                     |                     |      |               |                   |                   |  |
|  |                     |                     |      |               | Tailandia         | 65                |  |
|  |                     |                     |      |               | Tailandia         | 65                |  |
|  |                     |                     |      |               | Túnez             | 80                |  |
|  |                     |                     |      |               | Túnez             | 80                |  |
|  |                     |                     |      |               |                   |                   |  |

#### Semifinales del 13º-16º lugar
| 27 de julio | Corea del Sur                       | 66–55                               | Tailandia                                   | Bangkok                         |  |
| 11:00       | Parciales: 16-9, 15-22, 18-9, 17-15 | Parciales: 16-9, 15-22, 18-9, 17-15 | Parciales: 16-9, 15-22, 18-9, 17-15         |                                 |  |
|             | Estadísticas Lee J. 21 Heo 10 Ahn 4 | Reporte Pts Reb Asts                | Estadísticas 15 Sangtad 9 Promrat 3 Sangtad | Pabellón: Thai-Japanese Stadium |  |

| 27 de julio | Túnez                                     | 35–53                             | Malí                                                    | Bangkok                         |  |
| 13:00       | Parciales: 7-19, 8-18, 12-11, 8-5         | Parciales: 7-19, 8-18, 12-11, 8-5 | Parciales: 7-19, 8-18, 12-11, 8-5                       |                                 |  |
|             | Estadísticas Aremi 19 Aremi 10 Kachouri 4 | Reporte Pts Reb Asts              | Estadísticas 13 O. Coulibaly 15 O. Coulibaly 2 L. Maiga | Pabellón: Thai-Japanese Stadium |  |

#### Partido por el 15º lugar
| 28 de julio | Tailandia                                                                   | 65–80                                 | Túnez                                           | Bangkok                         |  |
| 11:00       | Parciales: 11-21, 20-17, 23-17, 11-25                                       | Parciales: 11-21, 20-17, 23-17, 11-25 | Parciales: 11-21, 20-17, 23-17, 11-25           |                                 |  |
|             | Estadísticas Sawatong, Sangtad 16 Doksaiyud 10 Promrat, Sawatong, Sangtad 2 | Reporte Pts Reb Asts                  | Estadísticas 26 Inoubli 13 Mefteh 4 Ben Mechlia | Pabellón: Thai-Japanese Stadium |  |

#### Partido por el 13º lugar
| 28 de julio | Corea del Sur                                   | 68–52                                 | Malí                                                     | Bangkok                         |  |
| 13:00       | Parciales: 18-11, 13-14, 18-12, 19-15           | Parciales: 18-11, 13-14, 18-12, 19-15 | Parciales: 18-11, 13-14, 18-12, 19-15                    |                                 |  |
|             | Estadísticas Kim G. 24 Lee S. 11 Park, Lee S. 2 | Reporte Pts Reb Asts                  | Estadísticas 17 O. Coulibaly 12 O. Coulibaly 4 F. Traoré | Pabellón: Thai-Japanese Stadium |  |

### Cuadro por el 9º-12º lugar
|  | Semifinales 9º-12º | Semifinales 9º-12º |           |                 | Partido 9º lugar  | Partido 9º lugar  |  |
|  | 31 de julio        | 31 de julio        |           |                 | 1 de agosto       | 1 de agosto       |  |
|  |                    |                    |           |                 |                   |                   |  |
|  |                    |                    |           |                 |                   |                   |  |
|  | República Checa    | 76                 |           |                 |                   |                   |  |
|  | República Checa    | 76                 |           |                 |                   |                   |  |
|  | China              | 70                 |           |                 |                   |                   |  |
|  | China              | 70                 |           | República Checa | 70                |                   |  |
|  |                    |                    |           | República Checa | 70                |                   |  |
|  |                    |                    | Brasil TE | 75              |                   |                   |  |
|  | Brasil             | 65                 | Brasil TE | 75              |                   |                   |  |
|  | Brasil             | 65                 |           |                 |                   |                   |  |
|  | Japón              | 56                 |           |                 | Partido 11º lugar | Partido 11º lugar |  |
|  | Japón              | 56                 |           |                 | Partido 11º lugar | Partido 11º lugar |  |
|  |                    |                    |           |                 |                   |                   |  |
|  |                    |                    |           |                 | China             | 76                |  |
|  |                    |                    |           |                 | China             | 76                |  |
|  |                    |                    |           |                 | Japón             | 59                |  |
|  |                    |                    |           |                 | Japón             | 59                |  |
|  |                    |                    |           |                 |                   |                   |  |

#### Semifinales del 9º-12º lugar
| 31 de julio | República Checa                                   | 76–70                                 | China                                 | Bangkok                         |  |
| 13:00       | Parciales: 18-26, 23-13, 13-20, 22-11             | Parciales: 18-26, 23-13, 13-20, 22-11 | Parciales: 18-26, 23-13, 13-20, 22-11 |                                 |  |
|             | Estadísticas Bartoňová 16 Hanušová 13 Bartoňová 5 | Reporte Pts Reb Asts                  | Estadísticas 16 Zheng 12 Lu 5 Qiu     | Pabellón: Thai-Japanese Stadium |  |

| 31 de julio | Brasil                                                    | 62–56                                | Japón                                 | Bangkok                         |  |
| 15:15       | Parciales: 14-22, 12-11, 20-14, 16-9                      | Parciales: 14-22, 12-11, 20-14, 16-9 | Parciales: 14-22, 12-11, 20-14, 16-9  |                                 |  |
|             | Estadísticas Pacheco 20 da Silva Nascimento 15 Teixeira 4 | Reporte Pts Reb Asts                 | Estadísticas 18 Osaki 14 Osaki 5 Kito | Pabellón: Thai-Japanese Stadium |  |

#### Partido por el 11º lugar
| 1 de agosto | China                                | 76–59                                | Japón                                 | Bangkok                         |  |
| 13:00       | Parciales: 25-16, 8-11, 23-13, 20-19 | Parciales: 25-16, 8-11, 23-13, 20-19 | Parciales: 25-16, 8-11, 23-13, 20-19  |                                 |  |
|             | Estadísticas Zheng 18 Qiu 11 Qiu 6   | Reporte Pts Reb Asts                 | Estadísticas 27 Abe 13 Osaki 2 Fukano | Pabellón: Thai-Japanese Stadium |  |

#### Partido por el 9º lugar
| 1 de agosto | República Checa                                    | 70–75 TE                                          | Brasil                                              | Bangkok                         |  |
| 11:15       | Parciales: 18-22, 15-14, 14-15, 17-13 (T.E.: 6-11  | Parciales: 18-22, 15-14, 14-15, 17-13 (T.E.: 6-11 | Parciales: 18-22, 15-14, 14-15, 17-13 (T.E.: 6-11   |                                 |  |
|             | Estadísticas Březinová 20 Březinová 12 Bartoňová 3 | Reporte Pts Reb Asts                              | Estadísticas 18 Pacheco 16 Caetano de Souza 3 Costa | Pabellón: Thai-Japanese Stadium |  |

## Fase final
|  | Cuartos de final | Cuartos de final |                |           | Semifinales | Semifinales |        |                | Final       | Final       |  |
|  | 31 de julio      | 31 de julio      |                |           | 1 de agosto | 1 de agosto |        |                | 2 de agosto | 2 de agosto |  |
|  |                  |                  |                |           |             |             |        |                |             |             |  |
|  |                  |                  |                |           |             |             |        |                |             |             |  |
|  | Australia        | 49               |                |           |             |             |        |                |             |             |  |
|  | Australia        | 49               |                |           |             |             |        |                |             |             |  |
|  | Canadá           | 50               |                |           |             |             |        |                |             |             |  |
|  | Canadá           | 50               |                | Canadá    | 51          |             |        |                |             |             |  |
|  |                  |                  |                | Canadá    | 51          |             |        |                |             |             |  |
|  |                  |                  | Estados Unidos | 82        |             |             |        |                |             |             |  |
|  | Francia          | 75               | Estados Unidos | 82        |             |             |        |                |             |             |  |
|  | Francia          | 75               |                |           |             |             |        |                |             |             |  |
|  | Estados Unidos   | 88               |                |           |             |             |        |                |             |             |  |
|  | Estados Unidos   | 88               |                |           |             |             |        | Estados Unidos | 87          |             |  |
|  |                  |                  |                |           |             |             |        | Estados Unidos | 87          |             |  |
|  |                  |                  | España         | 71        |             |             |        |                |             |             |  |
|  | Argentina        | 67               | España         | 71        |             |             |        |                |             |             |  |
|  | Argentina        | 67               |                |           |             |             |        |                |             |             |  |
|  | Rusia            | 65               |                |           |             |             |        |                |             |             |  |
|  | Rusia            | 65               |                | Argentina | 49          |             |        | 3.º puesto     | 3.º puesto  |             |  |
|  |                  |                  |                | Argentina | 49          |             |        | 3.º puesto     | 3.º puesto  |             |  |
|  |                  |                  | España         | 67        |             |             |        |                |             |             |  |
|  | Lituania         | 47               | España         | 67        |             |             | Canadá | 51             |             |             |  |
|  | Lituania         | 47               |                |           |             |             | Canadá | 51             |             |             |  |
|  | España           | 79               |                |           |             |             |        |                | Argentina   | 58          |  |
|  | España           | 79               |                |           |             |             |        |                | Argentina   | 58          |  |
|  |                  |                  |                |           |             |             |        |                |             |             |  |

### Cuartos de final
| 31 de julio | Australia                                   | 49–50                                | Canadá                                         | Bangkok                         |  |
| 13:00       | Parciales: 15-15, 11-14, 9-11, 14-10        | Parciales: 15-15, 11-14, 9-11, 14-10 | Parciales: 15-15, 11-14, 9-11, 14-10           |                                 |  |
|             | Estadísticas Cambage 26 Cambage 10 Madgen 4 | Reporte Pts Reb Asts                 | Estadísticas 16 Achonwa 15 Alexander 2 Vaughan | Pabellón: Thai-Japanese Stadium |  |

| 31 de julio | Francia                                   | 75–88                                 | Estados Unidos                                          | Bangkok                         |  |
| 15:15       | Parciales: 22-16, 14-20, 23-27, 16-25     | Parciales: 22-16, 14-20, 23-27, 16-25 | Parciales: 22-16, 14-20, 23-27, 16-25                   |                                 |  |
|             | Estadísticas Datchy 17 Minte 7 Plagnard 2 | Reporte Pts Reb Asts                  | Estadísticas 16 Diggins, Ogwumike 9 Ogwumike 7 Prahalis | Pabellón: Thai-Japanese Stadium |  |

| 31 de julio | Argentina                                   | 67–65                                | Rusia                                             | Bangkok                         |  |
| 17:30       | Parciales: 20-15, 13-15, 6-13, 20-16        | Parciales: 20-15, 13-15, 6-13, 20-16 | Parciales: 20-15, 13-15, 6-13, 20-16              |                                 |  |
|             | Estadísticas Boquete 18 Boquete 10 Flores 3 | Reporte Pts Reb Asts                 | Estadísticas 14 Logunova 11 Logunova 1 Petrushina | Pabellón: Thai-Japanese Stadium |  |

| 31 de julio | Lituania                                             | 47–79                               | España                                                   | Bangkok                         |  |
| 21:00       | Parciales: 18-23, 13-12, 8-19, 8-25                  | Parciales: 18-23, 13-12, 8-19, 8-25 | Parciales: 18-23, 13-12, 8-19, 8-25                      |                                 |  |
|             | Estadísticas Labuckienė 15 Labuckienė 11 Šikšniūtė 3 | Reporte Pts Reb Asts                | Estadísticas 19 Ouviña 9 Blé Ossepe 3 Ouviña, Blé Ossepe | Pabellón: Thai-Japanese Stadium |  |

### Cuadro por el 5º-8º lugar
|  | Semifinales 5º-8º | Semifinales 5º-8º |       |           | Partido 5º lugar | Partido 5º lugar |  |
|  | 1 de agosto       | 1 de agosto       |       |           | 2 de agosto      | 2 de agosto      |  |
|  |                   |                   |       |           |                  |                  |  |
|  |                   |                   |       |           |                  |                  |  |
|  | Australia         | 71                |       |           |                  |                  |  |
|  | Australia         | 71                |       |           |                  |                  |  |
|  | Francia           | 53                |       |           |                  |                  |  |
|  | Francia           | 53                |       | Australia | 78               |                  |  |
|  |                   |                   |       | Australia | 78               |                  |  |
|  |                   |                   | Rusia | 38        |                  |                  |  |
|  | Rusia             | 65                | Rusia | 38        |                  |                  |  |
|  | Rusia             | 65                |       |           |                  |                  |  |
|  | Lituania          | 62                |       |           | Partido 7º lugar | Partido 7º lugar |  |
|  | Lituania          | 62                |       |           | Partido 7º lugar | Partido 7º lugar |  |
|  |                   |                   |       |           |                  |                  |  |
|  |                   |                   |       |           | Francia          | 65               |  |
|  |                   |                   |       |           | Francia          | 65               |  |
|  |                   |                   |       |           | Lituania         | 56               |  |
|  |                   |                   |       |           | Lituania         | 56               |  |
|  |                   |                   |       |           |                  |                  |  |

#### Semifinales del 5º–8º lugar
| 1 de agosto | Australia                                   | 71–53                                 | Francia                                            | Bangkok                         |  |
| 13:00       | Parciales: 18-12, 20-12, 22-16, 11-13       | Parciales: 18-12, 20-12, 22-16, 11-13 | Parciales: 18-12, 20-12, 22-16, 11-13              |                                 |  |
|             | Estadísticas Cambage 23 Cambage 8 Cumming 3 | Reporte Pts Reb Asts                  | Estadísticas 14 Medenou 7 Medenou 2 Konaté, Datchy | Pabellón: Thai-Japanese Stadium |  |

| 1 de agosto | Rusia                                            | 65–62                                 | Lituania                                            | Bangkok                         |  |
| 15:15       | Parciales: 16-12, 18-19, 14-13, 17-18            | Parciales: 16-12, 18-19, 14-13, 17-18 | Parciales: 16-12, 18-19, 14-13, 17-18               |                                 |  |
|             | Estadísticas Logunova 14 Logunova 12 Kiryanova 2 | Reporte Pts Reb Asts                  | Estadísticas 14 Labuckienė 17 Labuckienė 4 Solopova | Pabellón: Thai-Japanese Stadium |  |

#### Partido por el 7º lugar
| 2 de agosto | Francia                                     | 65–56                               | Lituania                                                                     | Bangkok                         |  |
| 11:15       | Parciales: 18-22, 17-9, 18-9, 12-16         | Parciales: 18-22, 17-9, 18-9, 12-16 | Parciales: 18-22, 17-9, 18-9, 12-16                                          |                                 |  |
|             | Estadísticas Datchy 13 Vernerey 15 Konaté 5 | Reporte Pts Reb Asts                | Estadísticas 21 Solopova 6 Solopova, Pikčiūtė, Labuckienė 1 Šulskė, Solopova | Pabellón: Thai-Japanese Stadium |  |

#### Partido por el 5º lugar
| 2 de agosto | Australia                              | 78–38                              | Rusia                                            | Bangkok                         |  |
| 13:30       | Parciales: 15-7, 15-13, 28-9, 20-9     | Parciales: 15-7, 15-13, 28-9, 20-9 | Parciales: 15-7, 15-13, 28-9, 20-9               |                                 |  |
|             | Estadísticas Jarry 19 Jarry 9 Magden 5 | Reporte Pts Reb Asts               | Estadísticas 9 Tarasova 6 Tarasova 2 Ostroukhova | Pabellón: Thai-Japanese Stadium |  |

### Semifinales
| 1 de agosto | Canadá                                         | 51–82                                | Estados Unidos                                     | Bangkok                         |  |
| 17:30       | Parciales: 6-27, 12-23, 18-17, 15-15           | Parciales: 6-27, 12-23, 18-17, 15-15 | Parciales: 6-27, 12-23, 18-17, 15-15               |                                 |  |
|             | Estadísticas Alexander 12 Alexander 9 Colley 1 | Reporte Pts Reb Asts                 | Estadísticas 16 Bone 7 Williams 3 Johnson, Diggins | Pabellón: Thai-Japanese Stadium |  |

| 1 de agosto | Argentina                                           | 49–67                                | España                                                            | Bangkok                         |  |
| 19:45       | Parciales: 3-19, 21-12, 12-22, 13-14                | Parciales: 3-19, 21-12, 12-22, 13-14 | Parciales: 3-19, 21-12, 12-22, 13-14                              |                                 |  |
|             | Estadísticas Boquete 21 Boquete, Budini 6 Boquete 2 | Reporte Pts Reb Asts                 | Estadísticas 18 Tudanca 10 Blé Ossepe 2 Rodríguez, Ouviña, Xargay | Pabellón: Thai-Japanese Stadium |  |

### Partido por la medalla de bronce
| 2 de agosto | Canadá                                           | 51–58                                | Argentina                                                     | Bangkok                         |  |
| 15:45       | Parciales: 11-11, 13-16, 8-18, 19-13             | Parciales: 11-11, 13-16, 8-18, 19-13 | Parciales: 11-11, 13-16, 8-18, 19-13                          |                                 |  |
|             | Estadísticas Alexander 18 Alexander 14 Vaughan 3 | Reporte Pts Reb Asts                 | Estadísticas 14 González 6 Burani 1 Flores, Santana, N. Pérez | Pabellón: Thai-Japanese Stadium |  |

### Final
| 2 de agosto | Estados Unidos                                 | 87–71                                 | España                                          | Bangkok                         |  |
| 18:00       | Parciales: 33-16, 16-14, 18-24, 20-17          | Parciales: 33-16, 16-14, 18-24, 20-17 | Parciales: 33-16, 16-14, 18-24, 20-17           |                                 |  |
|             | Estadísticas Ogwumike 22 Ogwumike 20 Johnson 3 | Reporte Pts Reb Asts                  | Estadísticas 21 Rodríguez 8 Blé Ossepe 5 Ouviña | Pabellón: Thai-Japanese Stadium |  |

| Bandera de Estados Unidos         |
| Campeón Estados Unidos 4.° título |

## Medallero
| España | Estados Unidos | Argentina |

## Clasificación final
| Pos.              | Equipo          | Pts | G-P | PF  | PC  | Dif. |
| ----------------- | --------------- | --- | --- | --- | --- | ---- |
| Medalla de oro    | Estados Unidos  | 17  | 8-1 | 779 | 552 | +227 |
| Medalla de plata  | España          | 17  | 8-1 | 696 | 546 | +150 |
| Medalla de bronce | Argentina       | 15  | 6-3 | 549 | 554 | -5   |
| 4                 | Canadá          | 13  | 4-5 | 539 | 523 | +16  |
| 5                 | Australia       | 17  | 8-1 | 671 | 459 | +212 |
| 6                 | Rusia           | 14  | 5-4 | 575 | 565 | +10  |
| 7                 | Francia         | 13  | 4-5 | 571 | 548 | +23  |
| 8                 | Lituania        | 12  | 3-6 | 559 | 564 | -5   |
| 9                 | Brasil          | 12  | 4-4 | 540 | 517 | +23  |
| 10                | República Checa | 12  | 4-4 | 598 | 573 | +25  |
| 11                | China           | 10  | 2-6 | 559 | 580 | -21  |
| 12                | Japón           | 10  | 2-6 | 518 | 621 | -103 |
| 13                | Corea del Sur   | 7   | 2-3 | 285 | 368 | -83  |
| 14                | Malí            | 6   | 1-4 | 238 | 378 | -140 |
| 15                | Túnez           | 6   | 1-4 | 246 | 383 | -137 |
| 16                | Tailandia       | 5   | 0-5 | 244 | 436 | -192 |

## Premios
| Quinteto ideal                                                                   |
| -------------------------------------------------------------------------------- |
| Marina Solopova Elizabeth Cambage Nnemkadi Ogwumike Marta Xargay Cristina Ouviña |
| MVP: Marta Xargay                                                                |